# سید عباس پاک‌نژاد
سید عباس پاک‌نژاد (زادهٔ ۱۳۰۹ در یزد) نمایندهٔ حوزهٔ انتخابیهٔ یزد و صدوق در دورهٔ هفتم مجلس شورای اسلامی بوده‌است. وی پیش‌تر در دورهٔ پنجم نیز عضو این مجلس بود.